# Apioscelis
Az Apioscelis a rovarok (Insecta) osztályának egyenesszárnyúak (Orthoptera) rendjébe, ezen belül a Proscopiidae családjába tartozó nem.

## Rendszerezés
A nembe az alábbi 8 faj tartozik (meglehet, hogy a lista hiányos):
- Apioscelis araracuensis Bentos-Pereira & Listre, 2005
- Apioscelis bulbosa (Scudder, 1869) - típusfaj
- Apioscelis christianeae Bentos-Pereira & Listre, 2005
- Apioscelis columbica Brunner von Wattenwyl, 1890
- Apioscelis compacta Brunner von Wattenwyl, 1890
- Apioscelis florezi Bentos-Pereira & Listre, 2005
- Apioscelis laetitiaensis Bentos-Pereira & Listre, 2005
- Apioscelis tuberculata Walker, 1870

## Fordítás
- Ez a szócikk részben vagy egészben  az   Apioscelis című holland Wikipédia-szócikk ezen változatának fordításán alapul.  Az eredeti cikk szerkesztőit annak laptörténete sorolja fel. Ez a jelzés csupán a megfogalmazás eredetét és a szerzői jogokat jelzi, nem szolgál a cikkben szereplő információk forrásmegjelöléseként.
- Ez a szócikk részben vagy egészben  az   Apioscelis című svéd Wikipédia-szócikk ezen változatának fordításán alapul.  Az eredeti cikk szerkesztőit annak laptörténete sorolja fel. Ez a jelzés csupán a megfogalmazás eredetét és a szerzői jogokat jelzi, nem szolgál a cikkben szereplő információk forrásmegjelöléseként.